# MBS TV
JOOY-DTV, canal virtual 4 (canal digital UHF 16), con la marca MBS TV (MBSテレビ Emubīesu Terebī?) (anteriormente Mainichi Broadcasting System Television (毎日放送テレビ Mainichi Hōsō Terebi?) hasta el 23 de julio de 2011), es la estación clave de la región de Kansai de la Japan News Network, propiedad de Mainichi Broadcasting System, Inc.

## Disponibilidad

### Canal análogo
La radiodifusión analógica cesó en 2011.
JOOR-TV
- Mt. Ikoma : Canal 4

### Digital
JOOY-DTV
- Mt. Ikoma : canal 16 (botón del control remoto: 4)

## Programas
Los tiempos de los programas están en JST

### TV
Noticias
- Noticias de MBS (MBS ニ ュ ー ス)
- VOZ - Programa de noticias de lunes a viernes en la región de Kansai

Información
- Chichin Puipui (ち ち ん ぷ い ぷ い) - solo en MBS de 14:55 a 17:45 de lunes a viernes
- ¡Shittoko! (知 っ と こ!) - Nationalcast de 8:00 a 9:25 los sábados
- ¡Seyanen! (せ や ね ん!) - solo en MBS desde las 9:25 hasta las 12:54 los sábados

Comida y variedad
- Restaurante mágico de Maki (水 野 真 紀 の 魔法 の レ ス ト ラ ン) - en MBS a partir de las 18:55 los lunes

Variedad de Nationalcast
- Scoop by Japanese Wives in the World (世界 の 日本人 妻 は 見 た!) - Nationalcast desde 19:56 los martes
- Batalla de presión (使 え る 芸 能人 は 誰 だ!? プ レ ッ シ ャ ー バ ト ル) - Nationalcast desde las 19:00 los jueves
- En-Pare (エ ン パ レ) - transmisión nacional desde las 22:00 los domingos
- Programa pasado
  - Valor de Baribari (世界 バ リ バ リ バ リ ュ ー)

Variedad de medianoche
- Akashiya TV (痛快! 明石 家 電視台) - en MBS desde las 23:58 los lunes
- Gobugobu (ご ぶ ご ぶ) - en MBS desde las 23:58 los martes
- Rokemitsu -the World- (3 viajes en el lugar, ロ ケ み つ ザ ・ ワ ー ル ド) - en MBS, BSN, BSS, KUTV y RKK desde las 23:58 los jueves, también en CBC, RSK, OBS, ITV, TBS y UTY en diferentes días

Documental
- Jonetsu-Tairiku (情 熱 大陸) - transmisión nacional desde las 23:00 los domingos, presentada por Asahi Breweries y Mazda
- Video documental Kanasi (映像): solo en MBS a la medianoche del tercer domingo de cada mes (a partir de las 24:50)

Dramas producidos por MBS
- Dorama 30 (- septiembre de 2008)
  - Inochino Gembakara (い の ち の 現場 か ら シ リ ー ズ)
  - Ya, Ku, Entonces, Ku (ヤ ・ ク ・ ソ ・ ク)
  - Diseñador (デ ザ イ ナ ー)
  - ¡La Hija en el Sento Público! ? (銭 湯 の 娘! ? )
  - Gakincho ~ Return Kids ~ (が き ん ち ょ ～ リ タ ー ン ・ キ ッ ズ ～), etc.

- Hirudora (noviembre de 2008 - marzo de 2009)
  - Panda viene a la ciudad (パ ン ダ が 町 に や っ て く る)
  - Ochaberi (お ち ゃ べ り)

- Drama de medianoche del viernes (2009-2010)
  - Drifting Net Cafe (漂流 ネ ッ ト カ フ ェ)
  - Tei-Oh (帝王)
  - Shinya Shokudō (深夜 食堂)
  - Pacificador (新 撰 組 PEACE MAKER)

- Jueves de medianoche drama 1 (2010-2011)
  - Akechi el tercero (三代 目 明智 小五郎 〜 今日 も 明智 が 殺 さ れ る 〜)
  - ¡Chica Dohyo! (土 俵 ガ ー ル! )
  - Ushijima the Loan Shark (闇 金 ウ シ ジ マ く ん)
  - Cuarteto (カ ル テ ッ ト)

- Drama de medianoche del sábado (2011)
  - Chica musculosa! (マ ッ ス ル ガ ー ル! )
  - Arakawa bajo el puente (荒 川 ア ン ダ ー ザ ブ リ ッ ジ)

- Jueves de medianoche drama 2 (2011–)
  - Shinya Shokudō 2 (深夜 食堂 2)
  - Kazoku Hakkei - Nanase, Balada de Telepathy Girl (家族 八景 Nanase, Telepathy Girl's Ballad)
  - Policía de niños (コ ド モ 警察)

- Especial
  - Sen no Rikyū (千 利 休) (1990) - 40 aniversario
  - Mensaje -El director de mensajes comerciales Toshi Sugiyama- (メ ッ セ ー ジ 〜 伝 説 の CM デ ィ レ ク タ ー ・ 杉山 登 志 〜) (2005) - 55 aniversario, presentado por Shiseido
  - Toilet no Kamisama (ト イ レ の 神 様) (2011) - 60 aniversario, presentado principalmente por INAX
  - Hanayome no Chichi (花嫁 の 父, lit. "El padre de la novia") (2012) - 60 aniversario
  - RUN60 (2012) (miércoles 26:30 JST (02:30 AM) a 27:00 JST (03:00 AM)) - Producido y presentado por Universal Music Japan, basado en el cortometraje del mismo título

Anime
Deporte
- with Tigers: MBS Tigers Live (〜con タ イ ガ ー ス 〜MBS タ イ ガ ー ス ラ イ ブ, Nippon Professional Baseball)
- Torneo Nacional por Invitación de Béisbol de Escuelas Secundarias (選 抜 高等学校 野球 大会, semifinal y final)
- Torneo Nacional de Rugby de Escuelas Secundarias (全国 高等学校 ラ グ ビ ー フ ッ ト ボ ー ル 大会)
- Abierto de Tsuruya
- Masters GC Damas
- Mizuno Classic
- Torneo Dunlop Phoenix
- Koshien Bowl (甲子 園 ボ ウ ル, campeonato de fútbol americano, hasta 2008)
- Dragon Gate